# Siraba Dembélé Pavlović
Siraba Dembélé Pavlović (født 28. juni 1986) er en fransk håndboldspiller som spiller for rumænske CSM București og Frankrigs kvindehåndboldlandshold. Hun har tidligere optrådt for ŽRK Vardar, Randers HK, Toulon Saint-Cyr Var Handball.

## Priser
- All-Star Holdet som bedste venstre fløj ved Champions League 2015-16.[4]